# یواس‌اس شیکاگو (۱۸۸۵)
یواس‌اس شیکاگو (۱۸۸۵) (به انگلیسی: USS Chicago (1885)) یک کشتی بود که طول آن ۳۴۲ فوت ۲ اینچ (۱۰۴٫۲۹ متر) بود. این کشتی در سال ۱۸۸۵ ساخته شد.